# Heinrich Sontheim

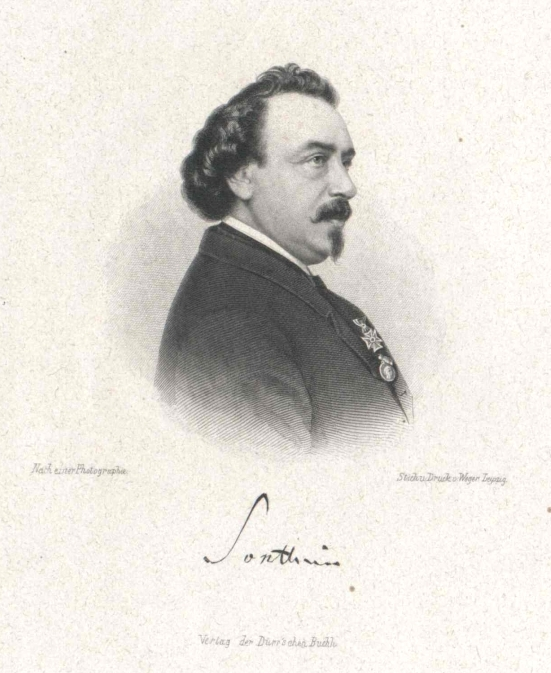
Heinrich Sontheim, Stich von August Weger

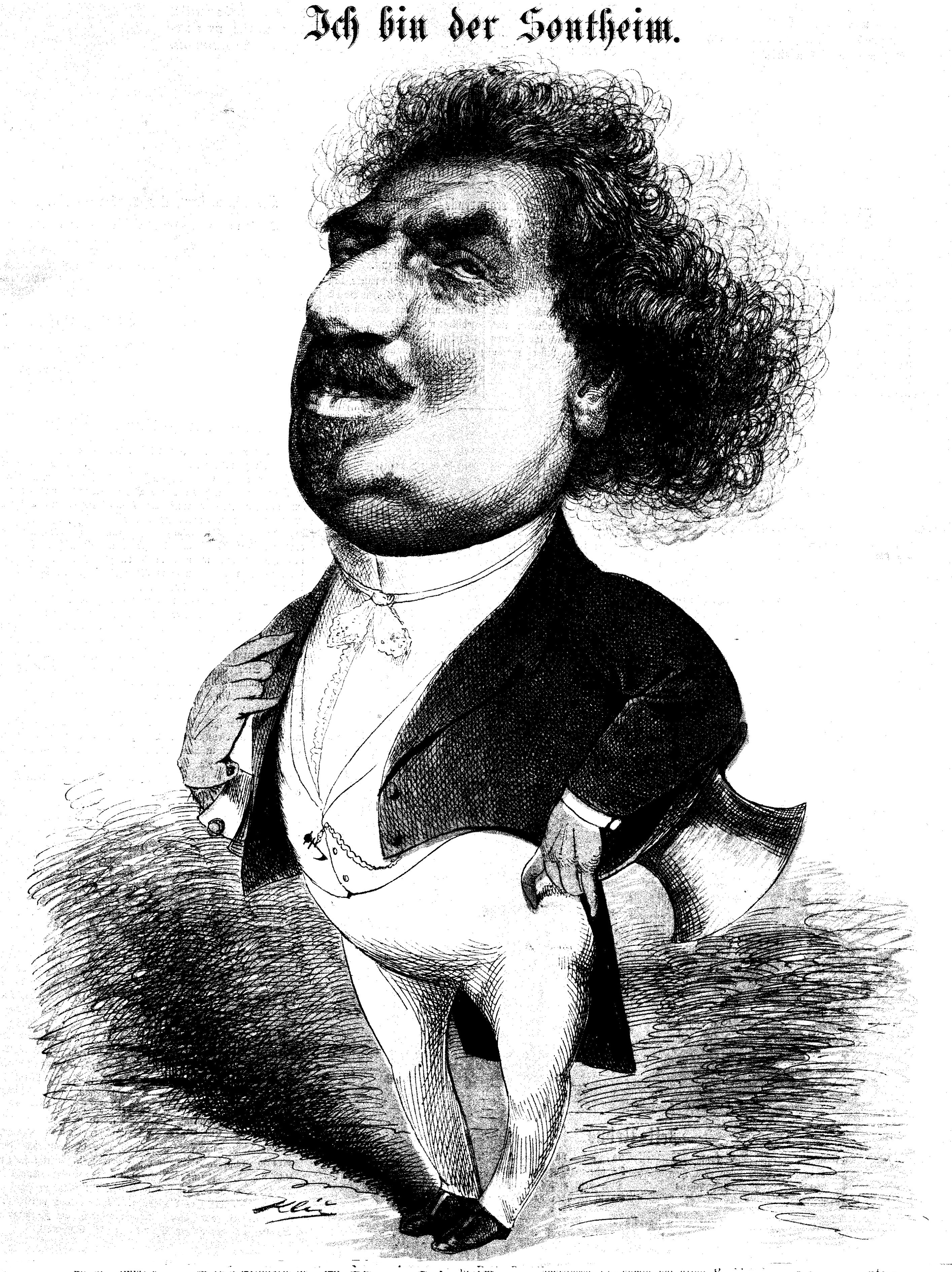
Heinrich Sontheim – Karikatur von Karl Klietsch, 1869

Heinrich Sontheim (* 3. Februar 1820 in Jebenhausen; † 2. August 1912 in Stuttgart) war ein deutscher Opernsänger (Tenor).

## Leben
Er wurde in einer jüdischen Familie geboren. Seine Eltern waren Moses Loeb Sontheimer und Ruchele Rosenheim. Sontheim absolvierte eine Gesangsausbildung in Stuttgart und konnte bereits im Alter von 19 Jahren erfolgreich in der Rolle des „Pollione“ debütieren. Sein erster Auftritt war am Hoftheater in Karlsruhe. Sontheim konvertierte als junger Mann zum Protestantismus, kehrte aber nach dem Tod seiner nichtjüdischen Frau im Jahr 1847 zum Judentum zurück.
Später wurde Sontheim an die Hofoper in Stuttgart verpflichtet, wo er an mehreren Aufsehen erregenden Uraufführungen von Werken Johann Joseph Aberts mitwirken konnte; Anna von Landeskron (1858), König Enzio (1862) und Astorga (1866).
Bis zum Deutsch-Französischen Krieg unternahm Sontheim immer wieder erfolgreiche Gastspielreisen durch Deutschland und Österreich. Nach dem Krieg beendete er offiziell sein dortiges Engagement, war aber zu bestimmten Anlässen gelegentlich noch zu Auftritten bereit. Seine Abschiedsvorstellung gab Sontheim 1890 in der Rolle des „Vasco da Gama“.
Zum Kammersänger ernannt und Ehrenmitglied der Stuttgarter Hofbühne zog er sich ins Privatleben zurück und starb im Alter von 92 Jahren am 2. August 1912 in Stuttgart. Dort fand er auch seine letzte Ruhestätte.

## Rollen (Auswahl)
- Pollione – Norma (Vincenzo Bellini)
- Vasco da Gama – Die Afrikanerin (Giacomo Meyerbeer)
- Tamino – Die Zauberflöte (Wolfgang Amadeus Mozart)
- Raoul – Die Hugenotten (Giacomo Meyerbeer)
- Max – Der Freischütz (Carl Maria von Weber)